# Cabo da Nau
O Cabo da Nau (em valenciano Cap de la Nau; em castelhano Cabo de la Nao) é um dos cabos mais característicos de toda a costa mediterrânea espanhola. Situado no município de Xàbia, fica no extremo sul do golfo de Valência, e é facilmente reconhecível por ser o extremo oriental da província de Alicante.
De agreste orografia, forma uma costa escarpada e muito acidentada, sob a qual se situam algumas pequenas calas, com grutas e ilhéus como a conhecida Cova dels Orguens (uma cavidade natural já descrita por Cavanilles nos finais do século XVIII).
Também é utilizado para a prática de mergulho e desportos náuticos, e conta com um farol.